# Дубровское сельское поселение (Смоленская область)
Дубровское сельское поселение — упразднённое муниципальное образование в составе Демидовского района Смоленской области России.
Административный центр — деревня Дубровка. На территории поселения находилось 6 населённых пунктов.
Образовано Законом Смоленской области от 28 декабря 2004 года. Упразднено Законом Смоленской области от 28 мая 2015 года с включением всех входивших в него населённых пунктов в Титовщинское сельское поселение

## Географические данные
- Общая площадь: 79,18 км²
- Расположение: юго-западная часть Демидовского района
- Граничит:
  - на севере — с Полуяновским сельским поселением
  - на востоке — с Титовщинским сельским поселением
  - на юге — с Жичицким сельским поселением
  - на западе — с Руднянским районом
- Крупные реки: Каспля.

## Экономика
Сельхозпредприятия, магазины.

## Населённые пункты
В состав поселения входили следующие населённые пункты:
- Деревня Дубровка — административный центр
- Боярщина, деревня
- Залесье, деревня
- Слобода, деревня
- Хотеево, деревня
- Юшково, деревня

Общая численность населения — 458 человек.